# Grégoire Bibesco Bassaraba de Brancovan

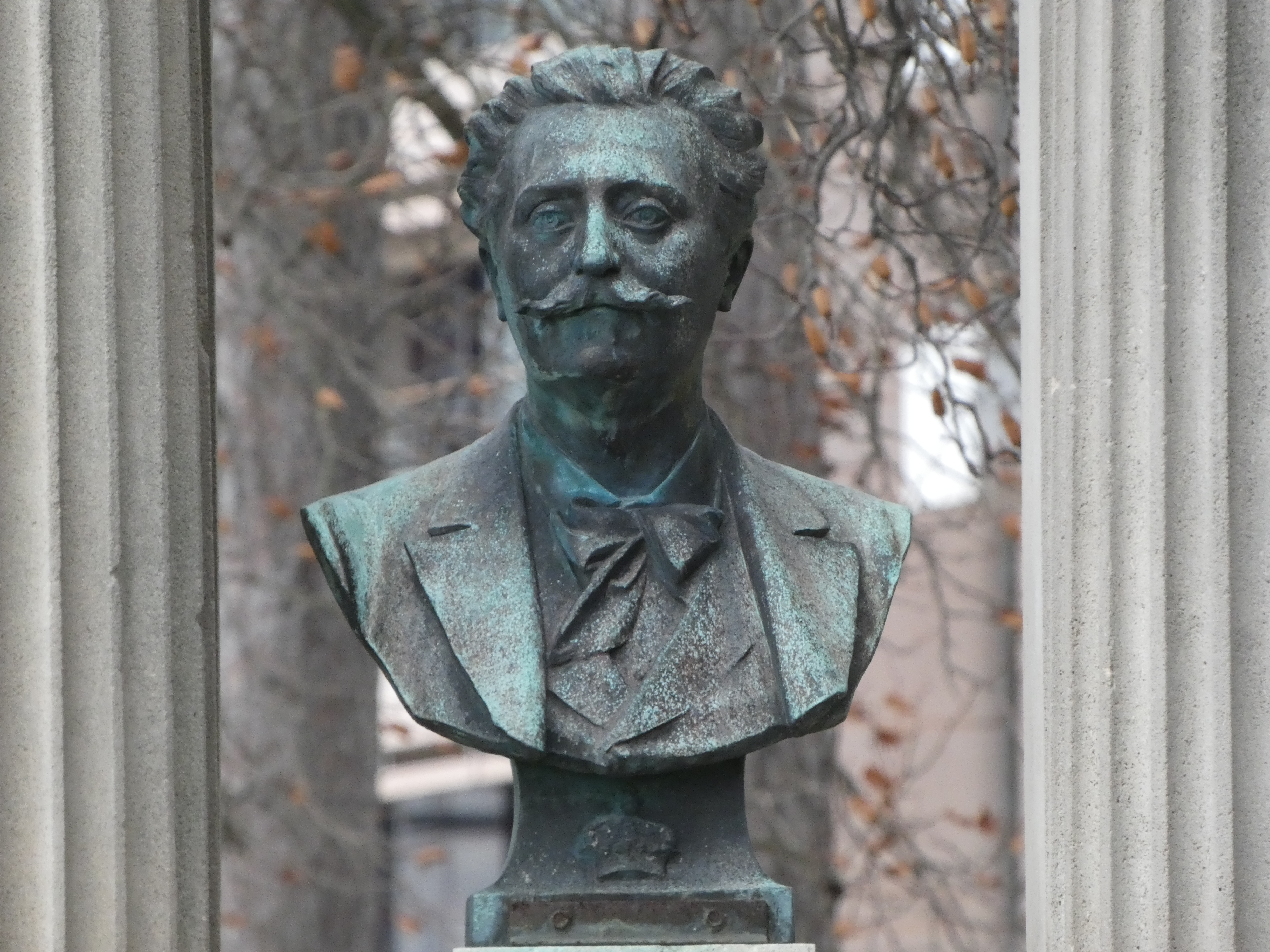
Büste in Évian-les-Bains

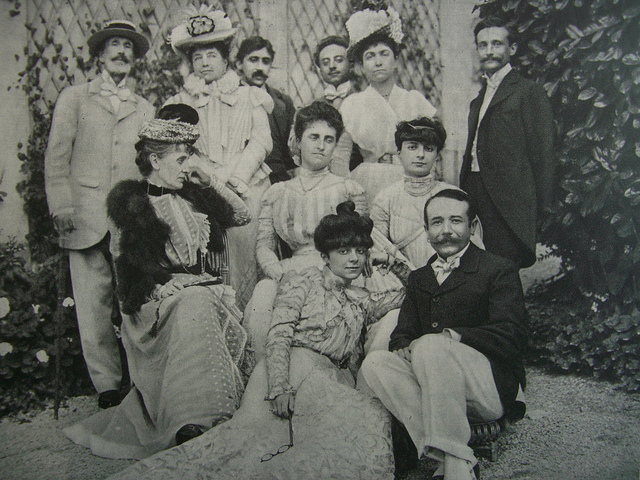
Stehend von links nach rechts: Prinz Edmond de Polignac, Prinzessin von Brancovan, Marcel Proust, Prinz Constantin Brancovan (Bruder von Anna de Noailles) und Léon Delafosse. 2. Reihe: Madame de Montgenard, Prinzessin de Polignac, Gräfin Anna de Noailles, 1. Reihe: Prinzessin Hélène Caraman-Chimay (Schwester von Anna de Noailles), Abel Hermant

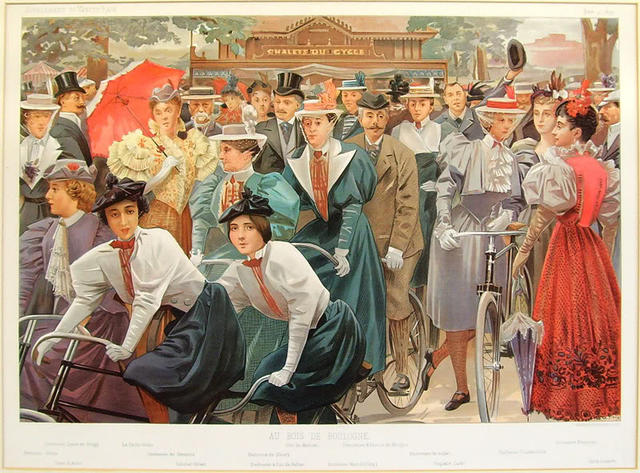
Seine Frau Rakoul erscheint in einer modischen Menge in der Bois de Boulogne, gezeichnet von Jean Baptiste Guth, 1897.

Grégoire Bibesco-Bassaraba de Brancovan (geboren als Grigore Bibescu-Basarab; * 12. Dezember 1827 in Craiova, Fürstentum Walachei; † 15. Oktober 1886 in Paris) war ein französisch-rumänischer Prinz aus der Familie Brâncoveanu.

## Leben
Prinz Grigore wurde als Sohn von Fürst Gheorghe Bibescu und Prinzessin Zoé Mavrocordato (1805–1892), einer Adoptivtochter und Erbin des Vermögens und des Namens des Prinzen Grigore Basarab de Brâncoveanu, geboren.
Grégoire Bibesco Bassaraba de Brancovan heiratete Rakoul (Rachel) Musurus, die Tochter von Pascha Konstantinos Mousouros (1807–1891). Sie hatten drei Kinder:
- Prinz Constantine Bibesco-Bassaraba de Brancovan (1875–1967)
- Prinzessin Anna Élisabeth Bibesco-Bassaraba de Brancovan (1876–1933), eine französische Schriftstellerin und prominente Figur in der Pariser Gesellschaft. Sie heiratete Conste Mathieu Frédéric Ferdinand garcal de Noailles.
- Prinzessin Catherine Hélène Bibesco-Bassaraba de Brancovan (1878–1929), die den belgischen Prinzen Alexandre de Caraman-Chimay (1873–1951) heiratete. Ihr Sohn war Prinz Marc-Adolphe de Caraman-Chimay (1903–1992).

## Kulturelles Engagement und Familie
Grégoire Bibesco Bassaraba de Brancovan war in französischen Intellektuellenkreisen bekannt. Die Villa Bassaraba westlich von Évian-les-Bains war daher ein Treffpunkt für Musik- und Poesieliebhaber, darunter Marcel Proust, Prinz Edmond de Polignac, Prinzessin de Polignac, Prinz Antoine Bibesco und der Schriftsteller Abel Hermant. Zur Großfamilie Bibesco Bassaraba de Brancovan gehörten der britische Regisseur Anthony Asquith, Elizabeth Lucar, Prinzessin Marthe Bibesco, Prinzessin Elizabeth Bibesco-Asquith, der britische Premierminister Herbert Henry Asquith und die Autorin Margot Asquith. 